# Damal
Damal ist eine Stadt und ein Landkreis der Provinz Ardahan im äußersten Nordosten der Türkei. Damal liegt im nördlichen Teil der Provinz und grenzt mit einem kleinen Teil an Georgien. Die Kreisstadt beherbergt 57 Prozent der Landkreisbevölkerung. Laut Stadtsiegel erhielt Damal 1972 den Status einer Gemeinde (Belediye)
Der Landkreis ist bevölkerungs- und flächenmäßig der kleinste der Provinz, hat aber nach dem Hauptstadtkreis (Merkez) die zweithöchste Bevölkerungsdichte. Neben der Kreisstadt besteht er aus sieben Dörfern (Köy), von denen vier mehr Einwohner als der Durchschnitt (299) haben. Burmadere ist mit 562 Einwohnern das größte Dorf.
Sowohl die Stadt als auch die Dörfer des Landkreises sind von alevitischen Turkmenen bevölkert.
Die Berge in Damal sind dafür bekannt, dass sie an bestimmten Tagen die Silhouette des türkischen Staatsgründers Mustafa Kemal Atatürk abbilden. Dieses Ereignis findet jährlich zwischen dem 15. Juni und dem 15. Juli nach 18:00 Uhr für mehrere Minuten statt.